# Fjodor Iwanowitsch Woronin
Fjodor Iwanowitsch Woronin (russisch Фёдор Иванович Воронин; * 1828 oder 1829 im Dorf Sumski Possad am Weißen Meer bei Belomorsk; † nach 1884) war ein russischer Walfänger.

## Leben
Woronin stammte aus einer altgläubigen Familie  und begann im Alter von 15 Jahren mit seinem Vater zum Fisch- und Robbenfang auf See zu fahren. Auch sein Bruder Michail fuhr so zur See. Später jagde Woronin selbständig auf Nowaja Semlja. Während des Krimkriegs (1853–1856) befürchtete er britische und französische Geschwader im Weißen Meer und in der Barentssee und vermied Fahrten nach Nowaja Semlja.
Im Januar 1869 schickte Woronin mit seinem Bruder eine Petition an das Ministerium für Äußere Angelegenheiten, in der sie mit ausführlicher Begründung vorschlugen, den Norwegern den Fischfang im Weißen Meer und in der Karasee sowie in der Nähe Nowaja Semljas und der Inseln Kolgujew und Waigatsch zu verbieten und die schwedisch-norwegische Regierung entsprechend zu informieren. Das Marineministerium war bereit, die Interessen der Fischer in den nördlichen Gewässern zu schützen, wenn durch eine Sonderfinanzierung der Einsatz eines Kreuzers gewährleistet sei. Die anderen Ministerien reagierten ablehnend. Erst 40 Jahre später legte die Regierung die Grenzen der russischen Hoheitsgewässer fest und beendete die begonnene norwegische Kolonisierung Nowaja Semljas.
Als 1872 die Österreichisch-Ungarische Nordpolexpedition unter der Leitung Carl Weyprechts und Julius von Payers im Eis nördlich Nowaja Semljas steckenblieb und ihr Verbleib nicht mehr bekannt war, leitete der österreichisch-ungarische Botschafter in St. Petersburg im Frühjahr 1873 einen Aufruf der österreichisch-ungarischen Regierung weiter zur Information der russischen nach Nowaja Semlja fahrenden Walfänger, die sich an der Suche nach der Expedition beteiligen sollten, wobei für Informationen 600 Silber-Rubel versprochen wurden. Der Archangelsker Gouverneur ließ 500 Anschläge an die Polizisten aller Küstenbezirke verteilen und in den Archangelsker Anlegestellen und in den Dampfern der Weißmeer-Murmansk-Schnellschifffahrt aufhängen. Im August 1873 begegneten die vier Sloops der Österreich-Ungarischen Expedition einem Boot mit den Matrosen Wassili Jewtjuchow und Iwan Klewin des Walfang-Schoners St. Nikolai mit dem Kapitän Woronin mit einer zehnköpfigen Besatzung, der an der Küste Nowa Semljas am Lagerplatz Puchowaja Reka ankerte. Die Österreich-Ungarn wurden  von den Russen mit Wildbret, Fisch, Brot, Butter und Wodka versorgt. Die Österreich-Ungarn besuchten dann auch einen anderen russischen Schoner in der Nähe und ließen sich dann von Woronin mit der St. Nikolai für 1200 Silber-Rubel, drei der vier Sloops und ein Paar Lefaucheux-Gewehre nach Vardø in Norwegen bringen. Unterwegs geriet die St. Nikolai in einen schweren Sturm und erreichte im September 1873 Vardø. Dort bekamen die Russen von den Österreich-Ungarn Patronen, Zinntöpfe und Metalllöffel geschenkt und schenkten ihnen Eisbärenfelle, die der wertvollste Teil ihrer Beute auf Nowaja Semlja war.
Woronin wurde von der Österreich-Ungarischen Regierung mit dem Goldkreuz mit Krone für Verdienste und einer Geldprämie ausgezeichnet, während Jewtjuchow und Klewin Silberkreuze erhielten. Auf Vorschlag des russischen Finanzministers ehrte Kaiser Alexander II. Woronin mit der Silbermedaille für Eifer, während Jewtjuchow und Klewin die silbernen Lebensrettungsmedaillen erhielten. Die übrigen 7 Besetzungsmitglieder, darunter der zwölfjährige Sohn Klewins, erhielten 50-Rubel-Geldgeschenke.
In der besonders erfolgreichen Fangsaison 1875 erbeutete Woronin mit der St. Nikolai 325 Weißwale und brachte mit Hilfe eines weiteren Schiffs den gewonnenen Blubber nach  Vardø. Bei der Übergabe der Ware an den Kommissionär Anton Golba einer Hamburger Gesellschaft versuchte dieser ihn zu betrügen, indem er nur einen Teil der vereinbarten Summe bezahlen wollte und ihm mit Hilfe eines Hammerfester Anwalts drohte, gar nichts zu zahlen. Woronin beauftragte den Anwalt Jorgen Wind aus Vardø und gewann den Prozess. Als der Gegner Berufung einlegte, verkaufte Woronin den Fall dem dortigen Kaufmann Nikolai Brodkorb für 3000 Rubel und kehrte in seine Heimat zurück.
In St. Petersburg berichtete Woronin 1876 in der Kaiserlichen Gesellschaft zur Förderung der Handelsschifffahrt über die Probleme der Russischen Walfänger, die wegen des vereisten Weißen Meers erst drei Monate nach den norwegischen Walfängern mit ihrer freieren Zufahrt nach Nowaja Semlja fahren könnten und nur noch Restbestände vorfänden. Er war an der Gründung der ersten und nördlichsten russischen Rettungsstation auf Nowaja Semlja beteiligt, für die er 1876 ein Blockhaus und Ausrüstung dorthin brachte. Der Archangelsker Hafenkommandant Fürst Leonid Uchtomski besichtigte 1879 Woronins Schoner St. Nikolai und beurteilte ihn recht positiv. Im Winter 1883/1884 schickte  Woronin zwei Eisbären als Geschenk an Kaiser Alexander III., wofür er im Januar 1884 eine goldene Uhr mit Kette  erhielt.
Ein Neffe 2. Grades Woronins war der Polarforscher Wladimir Woronin.